# Guangzhou International Women's Open 2015
Guangzhou International Women's Open 2015 — жіночий тенісний турнір, що проходив на відкритих кортах з твердим покриттям. Це був 12-й за ліком Guangzhou International Women's Open. Належав до категорії International у рамках Туру WTA 2015. Відбувся в Гуанчжоу (Китай). Тривав з 22 до 26 вересня 2015 року.

## Очки і призові
| Дисципліна       | П   | Ф   | ПФ  | ЧФ | 1/8 | 1/16 | Q   | Q2  | Q1  |
| Одиночний розряд | 280 | 180 | 110 | 60 | 30  | 1    | 18  | 12  | 1   |
| Парний розряд    | 280 | 180 | 110 | 60 | 1   | Н/Д  | Н/Д | Н/Д | Н/Д |

### Призові гроші
| Дисципліна       | П       | Ф       | ПФ      | ЧФ     | 1/8    | 1/161  | Q2     | Q1   |
| Одиночний розряд | $43,000 | $21,400 | $11,500 | $6,175 | $3,400 | $2,100 | $1,020 | $600 |
| Парний розряд *  | $12,300 | $6,400  | $3,435  | $1,820 | $960   | Н/Д    | Н/Д    | Н/Д  |

1 Кваліфаєри отримують і призові гроші 1/16 фіналу

* на пару

## Учасниці основної сітки в одиночному розряді

### Сіяні пари
| Країна     | Гравчиня           | Рейтинг1 | Сіяна |
| ---------- | ------------------ | -------- | ----- |
| Румунія    | Сімона Халеп       | 2        | 1     |
| Німеччина  | Андреа Петкович    | 17       | 2     |
| Італія     | Сара Еррані        | 21       | 3     |
| Сербія     | Єлена Янкович      | 25       | 4     |
| Росія      | Світлана Кузнецова | 31       | 5     |
| Румунія    | Моніка Нікулеску   | 39       | 6     |
| Чорногорія | Данка Ковінич      | 69       | 7     |
| КНР        | Чжен Сайсай        | 70       | 8     |

- 1 Рейтинг подано станом на 14 вересня 2015.

### Інші учасниці
Нижче наведено учасниць, які отримали вайлдкард на участь в основній сітці:
- Ван Яфань
- Ян Чжаосюань
- Ч Шуай

Нижче наведено гравчинь, які пробились в основну сітку через стадію кваліфікації:
- Унс Джабір
- Анетт Контавейт
- Петра Мартич
- Ребекка Петерсон
- Ван Цян
- Чжан Кайлінь

### Відмовились від участі
До початку турніру
- Маргарита Гаспарян → її замінила  Яніна Вікмаєр
- Ольга Говорцова → її замінила  Дуань Інін

## Учасниці основної сітки в парному розряді

### Сіяні пари
| Країна          | Гравчиня            | Країна          | Гравчиня            | Рейтинг1 | Сіяна |
| --------------- | ------------------- | --------------- | ------------------- | -------- | ----- |
| Швейцарія       | Мартіна Хінгіс      | Індія           | Саня Мірза          | 3        | 1     |
| Польща          | Клаудія Янс-Ігначик | Австралія       | Анастасія Родіонова | 71       | 2     |
| КНР             | Лян Чень            | КНР             | Ван Яфань           | 121      | 3     |
| Велика Британія | Джоселін Рей        | Велика Британія | Анна Сміт           | 154      | 4     |

- 1 Рейтинг подано станом на 14 вересня 2015.

## Переможниці та фіналістки

### Одиночний розряд
- Єлена Янкович —  Деніса Аллертова, 6–2, 6–0

### Парний розряд
- Мартіна Хінгіс /  Саня Мірза —  Сюй Шилінь /  Ю Сяоді, 6–3, 6–1